# 岐阜関刃物会館
岐阜関刃物会館（ぎふせきはものかいかん、Gifu Cutlery Hall）は、岐阜県関市平和通4-12-6にある刃物の展示施設。
協同組合岐阜関刃物会館が管理運営する。旧称は岐阜県刃物会館（ぎふけんはものかいかん）。関市の刃物の展示および直売、関市の観光地、刃物を紹介するビデオコーナーなどを設置した施設であり、関市の刃物産業についての知識を得ることができる。

## 歴史

### 旧施設
1968年（昭和43年）に岐阜県刃物会館が開館したが、老朽化が進んでいた。

### 現行施設
2021年（令和3年）3月19日、関市平和通4丁目12番地6の複合施設せきてらす敷地内に移設新築オープンし、同時に岐阜関刃物会館に改称した。

## 施設
1階
- 刃物直売所 - 包丁やナイフ、かみそり、はさみ、ツメキリなど2,000点もの刃物が展示してあり、一部商品を除き市価の10%~20%引き程度で販売している[4]。
- 刃物研ぎ工房で丁の研ぎ直しを行っているほか刃物研ぎ体験ができる。
- 協同組合岐阜関刃物会館
- 日本輸出刃物工業組合
- 岐阜県関刃物産業連合会
- 岐阜県刃物技術デザイン協会
- 古町遺跡 - 「刃物ミュージアム回廊整備事業」計画にともなう試掘の結果、室町時代後期の鍛冶関連遺構が発見された。刃物会館の床の一部がガラス張りになっていて、遺跡の一部を見ることができる。隣接する観光案内所でも同様。

## 利用案内

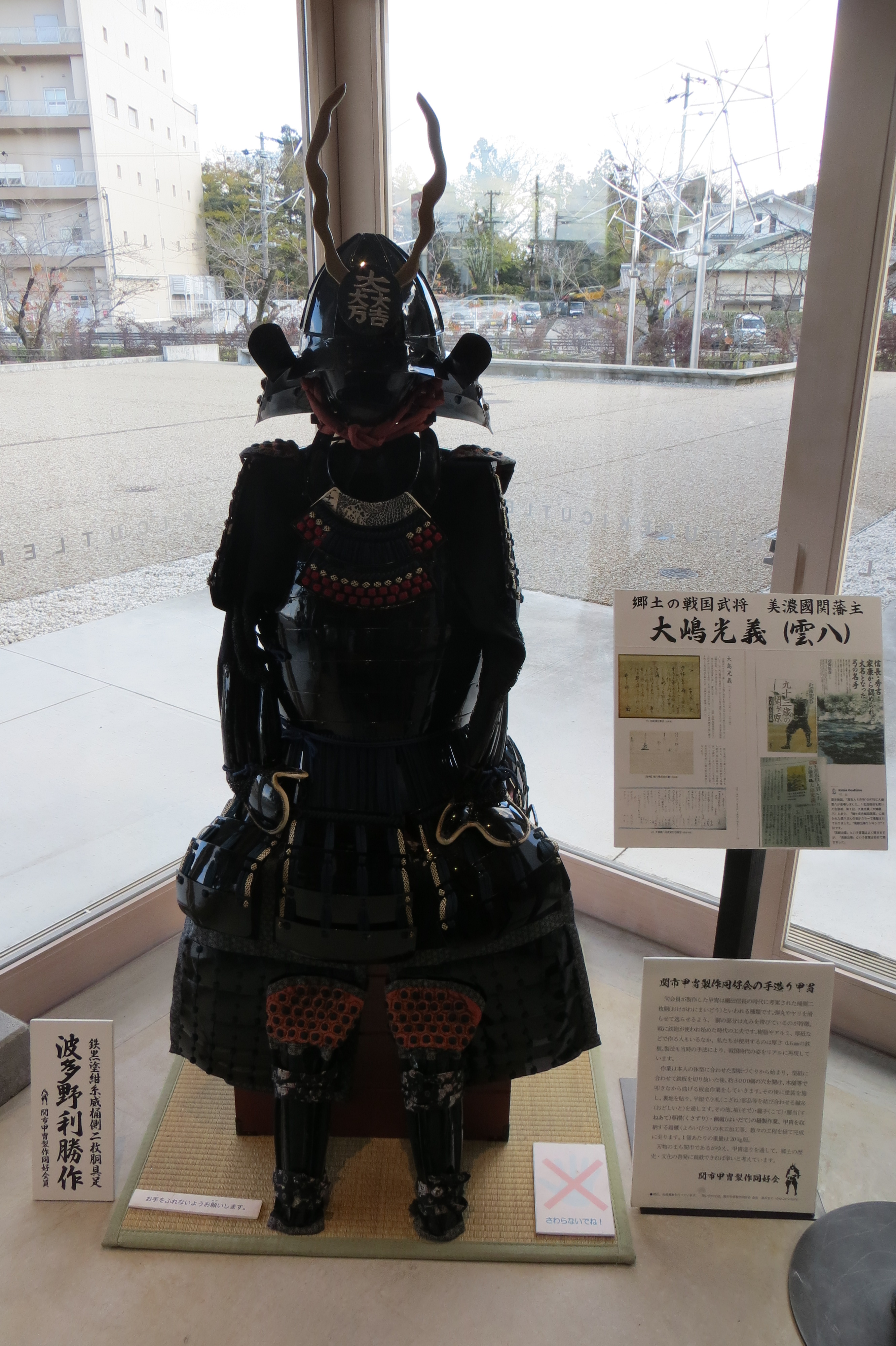
館内１階に展示されている関市甲冑製作同好会の手作り甲冑。

休館日
- 年末年始（12月29日〜1月1日）

開館時間
- 9:00〜17:00

駐車場
- 約80台（無料）

## アクセス
- 長良川鉄道越美南線「せきてらす前駅」下車。徒歩で約1分。

## 周辺
- 関鍛冶伝承館
- フェザーミュージアム

## 関連団体

### 岐阜県関刃物産業連合会
岐阜県関市平和通4-12-6に所在。下記団体によって構成されている。
- 協同組合岐阜関刃物会館（関市平和通4丁目12番地6）
- 日本輸出刃物工業組合（関市平和通4丁目12番地6）
- 関金属工業協同組合（関市小瀬南1丁目）
- 岐阜県関刃物協同組合（関市本町1丁目4番地 関商工会議所内）
- 関連合刃物協同組合（関市肥田瀬345番地）

- 石川刃物製作所
- 井之口刃物製作所
- インテックカネキ
- 鵜飼洋鋏
- ウカイ利器
- 大野ナイフ製作所
- ガーバーサカイ
- カイインダストリーズ
- 兼進刃物製作所
- KIKUKNIVES
- 北正
- 木村刃物製作所
- 小坂刃物製作所
- 佐竹産業
- サンクラフト
- 刃物屋三秀
- 志津刃物製作所
- 鈴木刃物工業
- スミカマ
- 関兼次刃物
- 関菊水刃物
- 竹内刃物製作所
- ツヴィリング
- 東亜シーザ
- トッププロダクツ
- 豊和刃物製作所
- ニッケン刃物
- 日本利器工業
- 長谷川刃物
- 服部利器製作所
- 林刃物
- ヒロナイブズ
- フェザー安全剃刀
- 福田刃物工業
- 福田刃物製作所
- 孫六刃物製作所
- 丸章工業
- ミソノ刃物
- 三星刃物
- マサヒロ
- モキナイフ
- ヤクセル
- 安田刃物
- 山秀
- 横山刃物
- 義春刃物